# Hydnophytum inerme
Hydnophytum inerme là một loài thực vật có hoa trong họ Thiến thảo. Loài này được (Gaudich.) Bremek. mô tả khoa học đầu tiên năm 1942.